# Werner Vollert
Werner Vollert (* 27. März 1960 in Schweinfurt) ist ein deutscher Objekt- und Performancekünstler sowie Unternehmer.
Neben einem Studium der Kunstgeschichte, Philosophie und Publizistik an der FU Berlin konzentrierte sich Vollert in den 1980er Jahren zunehmend auf eigene künstlerische Arbeiten. Mit selbst konstruierten interaktiven Automaten nahm er an zahlreichen Kunstausstellungen in Europa teil. Die Automaten namens „Sind Sie Profi-Raucher?“, „Testen Sie Ihre Reaktion!“ oder „Ich muß immer das letzte Wort haben“ thematisieren die Symbiose aus Mensch und Maschine. 1986 erhielt er den Karl Hofer-Preis der Hochschule der Künste (mittlerweile Universität der Künste) in Berlin.  1991 nahm er mit seinen Automaten an der Ars Electronica  in Linz teil, 1998  war er Juror der Ars Electronica für den Fachbereich Computermusik.
In den 1990er Jahren war Vollert einer der Protagonisten der Berliner Techno-Szene. Im April 1992 eröffnete er im ehemaligen Reichsbahnbunker Friedrichstraße den umstrittenen Hardcore-Techno-Club „Bunker“. Auf fünf Dance-Floors bot der Club ein selbst für die damalige Techno-Metropole Berlin außergewöhnlich extravagantes Programm. Der Bunker war bis zu seiner endgültigen Schließung im Jahr 1996 immer wieder Ziel von behördlichen Auflagen und polizeilichen Razzien.
2001 begründete Vollert zusammen mit Karl-Hermann Leukert, von 1995 bis 2006 Chefredakteur des Berliner Stadtmagazins tip, das Download-Portal Formblitz. In den folgenden Jahren entwickelte sich Formblitz zum heute größten Internet-Anbieter von Formularen, Vorlagen und Muster-Dokumenten im deutschsprachigen Raum. Mittlerweile hat Vollert zahlreiche Unternehmen mitbegründet und ist in der Berliner Internetszene als Business Angel bekannt.

## Ausstellungen
- 1991 Out of Control, Ars Electronica, Linz